# Karl Anton Eugen Prantl
Karl Anton Eugen Prantl fue un botánico alemán, (10 de septiembre de 1849, Múnich- 24 de febrero de 1893, Breslavia).
Realizó sus estudios en la Universidad de Múnich, diplomándose en 1870 con una tesis intitulada Das Inulin. Ein Beitrag zur Pflanzenphysiologie (La inulina, una contribución a la fisiología vegetal). Trabajó con Karl Wilhelm von Nägeli (1817-1891) y con Julius von Sachs (1832-1897).
En 1877, es designado profesor del Instituto de Pedagogía Forestal de Aschaffenburg. El mismo fue transferido a la Universidad de Breslavia) en 1889, donde se aseguró la dirección del jardín botánico de la Universidad. Prantl trabajó principalmente sobre las criptógamas.

## Algunas publicaciones
- 1887 : Lehrbuch der Botanik (Manual de botánica), 7.ª ed., Leipzig.
- 1875 y 1881 : Untersuchungen zur Morphologie der Gefäßkryptogamen (estudios de morfología de las Criptógamas Vasculares), Leipzig , 2 fascículos.
- 1884 : Exkursionsflora für das Königreich Bayern (Excursiones Florales en el Reino de Baviera), Stuttgart.
- 1887 : con Heinrich Gustav Adolf Engler (1844-1930) (editores): Die natürlichen Pflanzenfamilien (Las Familias Naturales de Plantas), 2 ediciones, Leipzig

## Honores

### Eponimia
- Astragalus prantlianus Freyn, 1893
- Celtis prantlii Priemer ex Engl., 1902
- Epilobium ×prantlii Dalla Torre & Sarnth. 1909
- Erigeron prantlii Dalla Torre, 1882 (=Erigeron alpinus)
- Hieracium germanicum subsp. prantlii Nägeli & Peter (=Pilosella fallacina)
- Ophioglossum prantlii C.Chr., 1906
- Trimorpha prantlii Dalla Torre & Sarnth. 1912
- Uragoga prantliana Kuntze, 1891 (=Psychotria recurva)
- La abreviatura «Prantl» se emplea para indicar a Karl Anton Eugen Prantl como autoridad en la descripción y clasificación científica de los vegetales.[1]